# Favites pentagona
Favites pentagona är en korallart som först beskrevs av Eugen Johann Christoph Esper 1794.  Favites pentagona ingår i släktet Favites och familjen Faviidae. IUCN kategoriserar arten globalt som livskraftig. Inga underarter finns listade i Catalogue of Life.